# Laternaria sapphirina
Laternaria sapphirina är en insektsart som först beskrevs av Schmidt 1908.  Laternaria sapphirina ingår i släktet Laternaria och familjen lyktstritar. Inga underarter finns listade i Catalogue of Life.